# Lymantria cryptocloea
Lymantria cryptocloea är en fjärilsart som beskrevs av Collenette 1932. Lymantria cryptocloea ingår i släktet Lymantria och familjen tofsspinnare. Inga underarter finns listade i Catalogue of Life.